# Liste der Monuments historiques in Vairé
Die Liste der Monuments historiques in Vairé führt die Monuments historiques in der französischen Gemeinde Vairé auf.

## Liste der Bauwerke
| Bezeichnung                | Beschreibung | Standort                          | Kennzeichnung | Schutzstatus | Datum | Bild |
| -------------------------- | ------------ | --------------------------------- | ------------- | ------------ | ----- | ---- |
| Menhir La Minche du Diable |              | La-Combe-La-Petite-Enclose (Lage) | PA00110283    | Inscrit      | 1969  |      |

## Liste der Objekte
- Monuments historiques (Objekte) in Vairé in der Base Palissy des französischen Kultusministeriums